# ジョージ・ユング

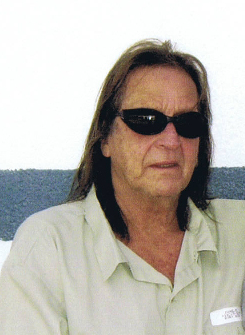
ジョージ・ユング

ジョージ・ユング（George Jung, 1942年8月6日 - 2021年5月5日）は、アメリカ合衆国の犯罪者。1970年代から1980年代にかけて活躍した伝説的なドラッグ・ディーラーである。

## 生涯
マサチューセッツ州ウェイマス出身。1960年代にマリファナの密輸を始め、飛行機でメキシコからカリフォルニア州に何百ポンドもの麻薬を運ぶ。この事業が月に10万ドルを稼ぎ出し、プロのパイロットを雇うようになると、仲間の密告によりシカゴで逮捕される。
コネチカット州ダンバリー刑務所で、コカインに関して専門知識のあるコロンビア人の家系をもつアメリカ人、カルロス・リゲル（Carlos Lehder）と出会う。互いの専門知識を活かし、刑務所中でコロンビアからコカインを密輸する計画を練る。釈放されると、小さな飛行機を使い実行に移す。計画はバハマの臨時滑走路を補給地点とし、路線の円滑化と保護の目的で賄賂をばらまくといったものだった。1970年代後半カルロスの計画が更に壮大になり、自身のバハマの島に大規模な輸送組織網を作ると、カルロスはユングとの仕事を切るようになった。
しかしこの頃にはコロンビアの麻薬カルテルと密接になっており、その親玉であるパブロ・エスコバルと個人的な友人としての結びつきを強めていた。そのためカルロスに手を切られた後でも、エスコバルを直接介して適度な独立した密輸を行うことができ、1億ドル以上を稼ぐ。しかし1987年マサチューセッツ州でDEA（麻薬取締局）の囮捜査により、再び3百キロのコカイン所持で逮捕される。求刑60年は、名うての弁護士モーリスのお陰で15年にまで減刑される。
保釈後出廷しなかったが、すぐに他の取引に巻き込まれることとなる。この頃カルロスはエスコバル等と対立する政府に協力していた。そこでエスコバルの許可を得て、ユングはカルロスに不利な証言をすることで自由の身となった。
ケープにてシーフード・レストランに新鮮な魚を運ぶ仕事など、幾つかの真っ当な仕事をした後、再びマリファナの仕事を始める。1994年に1,754ポンドのマリファナとともにカンザス州トピカ市で逮捕された。ユングは2014年12月27日に72歳で釈放される予定である。尚、釈放後も8年間は仮出獄期間となる。2016年12月6日、仮釈放違反にて自宅で逮捕され、2017年6月に釈放された。2021年5月5日、ウェイマスのホスピスにて78年の生涯を終えた。ちなみに映画でも存在が描かれた娘のクリスティーナ・ユングとは映画公開後に時間をかけて関係を修復した。
ユングの半生は2001年にジョニー・デップ主演の映画『ブロウ』にて映画化された。